# 海野雅威
海野 雅威（うんの ただたか、1980年8月15日 - ）は、日本のジャズ・ピアニスト、作曲家。日本とアメリカの両国で活動を行っている。東京生まれ。東京芸術大学卒業。

## 経歴
1980年、東京生まれ。4歳からピアノを弾き始め、9歳でジャズ・ピアノを大塚雄一、元岡一英に師事。
東京藝大で作曲を佐藤眞に師事。東京藝大在学中の18歳からミュージシャンとして活動を始める。在学中より自己のグループを結成、演奏活動を開始。
鈴木良雄、伊藤君子、大坂昌彦らシーンを支える多くのミュージシャンと共演し若い世代の旗手的存在であったが、さらにジャズのルーツや文化に触れるため、2008年にニューヨークへ移住。
ゼロから新たにスタートした新天地でもトップ・ミュージシャンに認められ、ジミー・コブ (ds)、クリフトン・アンダーソン (tb)、 ウィナード・ハーパー (ds)、ロイ・ハーグローヴ (tp)、ジョン・ピザレリ (gt、vo）、ジャズミーア・ホーン (vo)等のバンドでの活動の他、自身のトリオでも演奏を行っている。
2013年にはヴィレッジ・ヴァンガードにジミー・コブ・トリオのピアニストとして日本人初出演。
その一週間公演は、オーナーであったロレイン・ゴードンをはじめ、耳の肥えた地元ジャズ・ファンを唸らせ本場ミュージシャンの仲間入りを果たす。
2014年、敬愛するジャズ・ピアニスト、ディック・モーガンのトリビュート・コンサートのピアニストに推挙され、古くからの地元ファンに歓迎された。以降、ワシントンD.C.を中心にかつてのディック・モーガンのバンド・メンバーと共に演奏活動も行っている。
2016年6月、ジミー・コブ・トリオのレコーディングで訪れたヴァン・ゲルダー・スタジオで、レコーディング・エンジニアのパイオニア、ルディ・ヴァン・ゲルダー（当時91歳）にその才能を称賛される。その2ヶ月後、ヴァン・ゲルダーは8月25日に死去、生涯最後のレコーディング・ピアニストとなる。
同年10月、現代の音楽界を支える多くのミュージシャンを輩出している名門ロイ・ハーグローヴ・クインテットに日本人初のレギュラー・メンバーとして抜擢され、ロイが亡くなるまでの2年間世界各地を回るツアーを行う。
2020年9月27日、コロナ禍のニューヨークにてアジア人ということだけで襲われ、重傷を負う。緊急手術後に一時帰国し、約半年に及ぶ治療を行った後、アーティスト活動を再開すべく、2021年に再度ニューヨークへ渡航。8月にブルーノートNYにジョン・ピザレリ・トリオで演奏に復帰、秋には日本でも「奇跡の復活ツアー」を敢行し、ブルーノート東京で千秋楽を迎える。差別や暴力に屈せず、混沌とした時代だからこそ音楽の力を信じる姿は、NHKスペシャル『素晴らしき世界〜分断と闘ったジャズの聖地〜』でも取り上げられ、大きな反響が寄せられる。
2022年3月、復帰作『Get My Mojo Back』を発表。
これまでの主な共演者は、Roy Hargrove, Jimmy Cobb, John Pizzarelli, Frank Wess, Joe Wilder, Jimmy Heath, George Coleman, Houston Person, Slide Hampton, Clifton Anderson, Scott Hamilton, Harry Allen, Al Foster, George Mraz, Ray Drummond, Ralph Moore, Vincent Herring, Javon Jackson, Eric Alexander, Peter Bernstein, John Webber, David Williams, Curtis Lundy, Wallace Roney, Eddie Henderson, Hassan J.J. Shakur, Essiet Okon Essiet, Jim Cammack, Gerald Cannon, Willie Jones III, Annie Ross, Mary Stallings, Roberta Gambarini, Jazzmeia Horn, Steve Williams, Chuck Riggs, Steve Nelson, Dave Pike, Chuck Redd, Nicki Parrott, Russell Malone, Eddie Allen, Patrick O'Leary, Peter Washington, Kenny Washington, David Wong, Yasushi Nakamura, Jerome Jennings, Dezron Douglas, Jovan Alexander, Jonathan Barber, Ben Solomon, Kojo Roneyなどで、幅広い世代のミュージシャンに信頼を置かれている。演奏を通して様々な人と出会い、その人柄に触れながら日々学んでいる。
また、日本の名ジャズ・ピアニスト世良譲、ジャズ・ピアノの巨匠ハンク・ジョーンズ、テナー・サックス&フルートの巨匠フランク・ウェスが、晩年最も期待を寄せていたピアニストでもあり、CDでの共演の他、音楽のみならず人生の師として交流を深めていた。2010年5月16日、世界中のジャズファンに愛され最後まで音楽への情熱を燃やし続けたハンク・ジョーンズが91年間の人生に幕を閉じる時、その最期に立ち会う。師の志を受け継ぎ、自己の音楽を追求することで本分を全うしていきたいと強く感じているという。

## ディスコグラフィ

### リーダー・アルバム
- 『PEEKABOO!』（What's New, 2004年12月15日）
- 『MY ROMANCE』（Sony Music, 2008年4月23日）
- 『AS TIME GOES BY』（Zzjaplus, 2010年10月27日）
- 『PLAYS JAZZ STANDARDS -SOLO PIANO-』（Zzjaplus, 2011年11月23日）
- 『Journeyer』（自費出版, 2014年11月）
- 『DANRO』（Somethin' Cool, 2016年9月21日）
- 『Get My Mojo Back』（Verve, 2022年3月2日）
- 『I Am, Because You Are』（Verve, 2023年5月24日）

### シングル
- 「Time Is Not What Used To Be」「B.H.B」（配信限定、2021年11月12日）

### 主な参加作品
- Akiko : 『Simply Blue』（Verve, 2005年6月22日）
- 鈴木良雄トリオ Featuring 海野雅威 『For You』（55, 2007年5月16日）
- ジミー・コブ : 『リメンバリング・マイルス - Tribute to Miles Davis』（Eighty-Eight's, 2011年9月21日）
- Winard Harper And Jeli Posse : 『Coexist』（Jazz Legacy Productions, 2012年9月6日）
- ジミー・コブ : 『Remembering U featuring Roy Hargrove』（Jimmy Cobb World, 2019年9月17日）
- 星野源 : 「異世界混合大舞踏会 (feat.おばけ)」(Victor Entertainment, 2022年7月18日） ※シングル
- 藤原さくら: 「daybreak」(Tiny Jungle Records, 2023年10月25日） ※シングル

## メディア
- 2021年11月20日　NHKスペシャル「この素晴（すば）らしき世界　分断と闘ったジャズの聖地」[7]
- 2022年2月23日　NHKBS1スペシャル 「マイライフ イン ニューヨーク ある日本人ピアニストの再起」[8]
- 2022年3月15日　星野源のオールナイトニッポン[9]
- 2022年4月24日　日本テレビ スッキリBUZZ-P[10]

## インタビュー掲載
- 2016年12月8日　COURRIER JAPAN「世界で、ジャズマンとして生きるということ」
- 2020年11月15日　COURRIER JAPAN「NYで負った痛みより、もらった愛のほうが大きい」
- 2020年11月11日　TBS RADIO 荻上チキSession「ニューヨークでの集団暴行、アジア系への人種差別、ヘイトクライム」
- 2022年3月16日　TBS RADIO 荻上チキSession「事件から1年半を経て、たどり着いた心境とは？」